# Brankova (Bělehrad)
Brankova (v srbské cyrilici Бранкова) je ulice v srbské metropoli Bělehradu. Spojuje Brankův most s Terazijským tunelem v samotném centru města. Jedná se o velmi vytíženou třídu s hustým automobilovým provozem. Napojuje lokalitu Zeleni venac na zbytek bělehradské silniční sítě. 
Ulice se jmenuje po srbském básníkovi Branku Radičevićovi.

## Historie
Ulice byla v souvislosti s Brankovým mostem podstatně rozšířena, aby pojala větší množství individuální dopravy.
V roce 2019 měla být realizována rozsáhlá oprava fasád domů na Brankově ulici.

## Významné budovy
- Sídlo Daňové správy (srbsky Porezna uprava)
- Autobusové nádraží Zeleni venac
- Bělehradská polytechnika